# Kozackie Góry
Kozackie Góry, Góry Kozackie  – pasmo wzgórz morenowych na Pojezierzu Północnokrajeńskim o wysokości dochodzącej do 148,3 m n.p.m.. Znajduje się w gminie Kęsowo (powiat tucholski) pomiędzy wsiami Pamiętowo, Ludwichowo i Drożdzienica, w sąsiedztwie drogi wojewódzkiej nr 241. Przynależy także do Krajny.
Leży w odległości kilku kilometrów na północny wschód od Wzgórza Wilhelma, około kilometra na wschód od tzw. Gór Karpaty oraz kilkaset metrów na zachód od Góry Ludwika (143,2 m n.p.m.). Wszystkie one tworzą pasmo moren i ozów sąsiadujących z doliną rzeki Kamionki. Znajduje się w granicach Krajeńskiego Parku Krajobrazowego.
Nazwa pochodzi prawdopodobnie od oddziału wojsk kozackich, który w 1813 roku dotarł tu w pogoni za wycofującymi się wojskami napoleońskimi. Charakteryzują się one niekiedy dosyć stromymi zboczami i urwiskami, a okoliczny teren jest mocno pofałdowany. Kozackie Góry są w większości zalesione, wypływa z nich niewielki ciek zasilający Kamionkę.